# Robert Prince (videójáték-zeneszerző)
Robert Prince, született Robert Caskin Prince III, a szakmában Bobby Prince (?, 20. század –) amerikai videójáték-zeneszerző és hangtervező, aki független vállalkozóként dolgozott számos videójátékokkal foglalkozó cégnél, főként az id Software-nél és a 3D Realmsnél.

## Pályafutása
Prince zenéket írt és hangeffekteket készített a Commander Keen 4-6, Cosmo's Cosmic Adventure, Pickle Wars, Catacomb 3-D, Wolfenstein 3D, Spear of Destiny, Blake Stone, Rise of the Triad, Duke Nukem II, Duke Nukem 3D, Abuse, Demonstar és más játékokhoz. A legismertebbek közülük a Doomhoz írt zenék.
A legutolsó munkája a Wrack (hivatalosan Last Bastion) nevű játékhoz készített hangok és zenék.

## Zenéi
Egyes zenék többnyire IMF (Id Music Format) kiterjesztés formájában léteznek, de azok MIDI-változatát is elkészítette.
| Év   | Játék                               | Eredeti fejlesztő(k)             | Megjegyzés                   |
| ---- | ----------------------------------- | -------------------------------- | ---------------------------- |
| 1991 | Catacomb 3-D                        | id Software                      |                              |
| 1991 | Rescue Rover 2                      | id Software                      |                              |
| 1991 | Commander Keen 4-5                  | id Software                      |                              |
| 1991 | Commander Keen 6                    | id Software                      |                              |
| 1992 | Wolfenstein 3D                      | id Software                      |                              |
| 1992 | Spear of Destiny                    | id Software                      |                              |
| 1992 | Night Raid                          | Argo Games                       |                              |
| 1992 | Cosmo's Cosmic Adventure            | Apogee Software                  |                              |
| 1993 | Major Stryker                       | Apogee Software                  |                              |
| 1993 | Bio Menace 1-3                      | Apogee Software                  |                              |
| 1993 | Duke Nukem II                       | Apogee Software                  |                              |
| 1993 | Word Rescue Plus                    | Redwood Games                    |                              |
| 1993 | Blake Stone: Aliens of Gold         | JAM Productions                  |                              |
| 1993 | Argo Checkers                       | Argo Games                       |                              |
| 1993 | Hexxagon                            | Argo Games                       |                              |
| 1993 | Hexxagon 2                          | Argo Games                       |                              |
| 1993 | Doom                                | id Software                      |                              |
| 1994 | Doom II: Hell on Earth              | id Software                      |                              |
| 1994 | Rallo Gump                          | Edge Creations Homebrew Software |                              |
| 1994 | Pickle Wars                         | Redwood Games                    |                              |
| 1994 | Blake Stone: Planet Strike          | JAM Productions                  |                              |
| 1995 | Xenophage: Alien Bloodsport         | Argo Games                       |                              |
| 1995 | Zorro                               | Capstone                         |                              |
| 1995 | Black Knight: Marine Strike Fighter | SE Software                      |                              |
| 1995 | Realm of Chaos                      | Apogee Software                  |                              |
| 1995 | Rise of the Triad                   | Apogee Software                  | Zene Lee Jacksonnal közösen. |
| 1996 | Duke Nukem 3D                       | 3D Realms                        | Zene Lee Jacksonnal közösen. |
| 1996 | Final Doom                          | id Software                      | Különleges köszönet          |
| 1996 | Abuse                               | Crack dot Com                    | Hangeffektek                 |
| 1997 | Duke Nukem 64                       | 3D Realms                        | Lee Jacksonnal együtt.       |
| 1997 | Balls of Steel                      | Wildfire Studios                 | Lee Jacksonnal együtt.       |
| 1997 | DemonStar                           | Mountain King Studios            |                              |
| 1998 | Axis & Allies                       | MicroProse                       |                              |
| 2014 | Wrack                               | Final Boss Entertainment         |                              |

## Fordítás
- Ez a szócikk részben vagy egészben  a   Bobby Prince című angol Wikipédia-szócikk ezen változatának fordításán alapul.  Az eredeti cikk szerkesztőit annak laptörténete sorolja fel. Ez a jelzés csupán a megfogalmazás eredetét és a szerzői jogokat jelzi, nem szolgál a cikkben szereplő információk forrásmegjelöléseként.